# Julian Kaczmarczyk
Julian Kaczmarczyk ps. Lipa (ur. 1909, zm. 1944) – działacz ruchu ludowego, współorganizator strajku chłopskiego, uczestnik II wojny światowej.

## Życiorys
W latach 1934–1939 studiował prawo na Uniwersytecie Jagiellońskim. W tym czasie działał w ZMW Wici oraz Polskiej Akademickiej Młodzieży Ludowej. W 1937 roku zorganizował strajk chłopski w powiecie Nisko. Podczas okupacji niemieckiej, w ruchu oporu. W 1941 roku był w składzie powiatowego kierownictwa Rocha i komendy obwodu Nisko Batalionów Chłopskich. W 1943 roku zorganizował kompanię Straży Chłopskiej z którą w 1944 roku wszedł w skład 1 Brygada AL im. Ziemi Lubelskiej. Od maja pełnił w Brygadzie funkcję szefa sztabu. Poległ w walkach w Lasach Janowskich w okolicach Jarocina.